# Николас Тульп
Никола́с Тульп (нидерл. Nicolaes Tulp, при рождении Клас Питерсзон; 9 октября 1593, Амстердам, Республика Соединённых провинций — 12 сентября 1674, Амстердам, там же) — голландский хирург и мэр Амстердама. Был сыном процветающего торговца, активного участника в общественной жизни Амстердама. С 1611 по 1614 изучал медицину в Лейдене. По возвращении в Амстердам, он стал уважаемым врачом и женился на Эве Эгбертсдохтер ван дер Вух в 1617 году. Амбициозный молодой человек, он взял себе фамилию Тульп и изменил имя на Николас (являющееся полной формой имени Клас). Свою карьеру политика он начал с роли городского казначея, и в 1622 году он стал членом магистрата в Амстердаме.

## Жизненный путь
XVII век известен как золотой век Голландии, а порт Амстердам как военно-морская база и главный центр Ост-Индской компании, являвшейся одной из крупнейших в тот период. Карьера доктора Тульпа являлась отражением успеха его города. В Амстердаме население выросло с 30 000 в 1580 до 210 000 в 1650 году, врачебная и политическая карьера Тульпа сделали его влиятельным человеком в городе. Он управлял небольшим экипажем посещая своих пациентов. Благодаря своим связям в городском совете, в 1628 он был назначен прелектором (президентом) Амстердамской гильдии хирургов. Его жена скончалась в этом же году, оставив ему пятерых малолетних детей. В 1630 году он женился вновь, на этот раз на дочери мэра Аудсхорна, которая родила ему ещё троих детей.

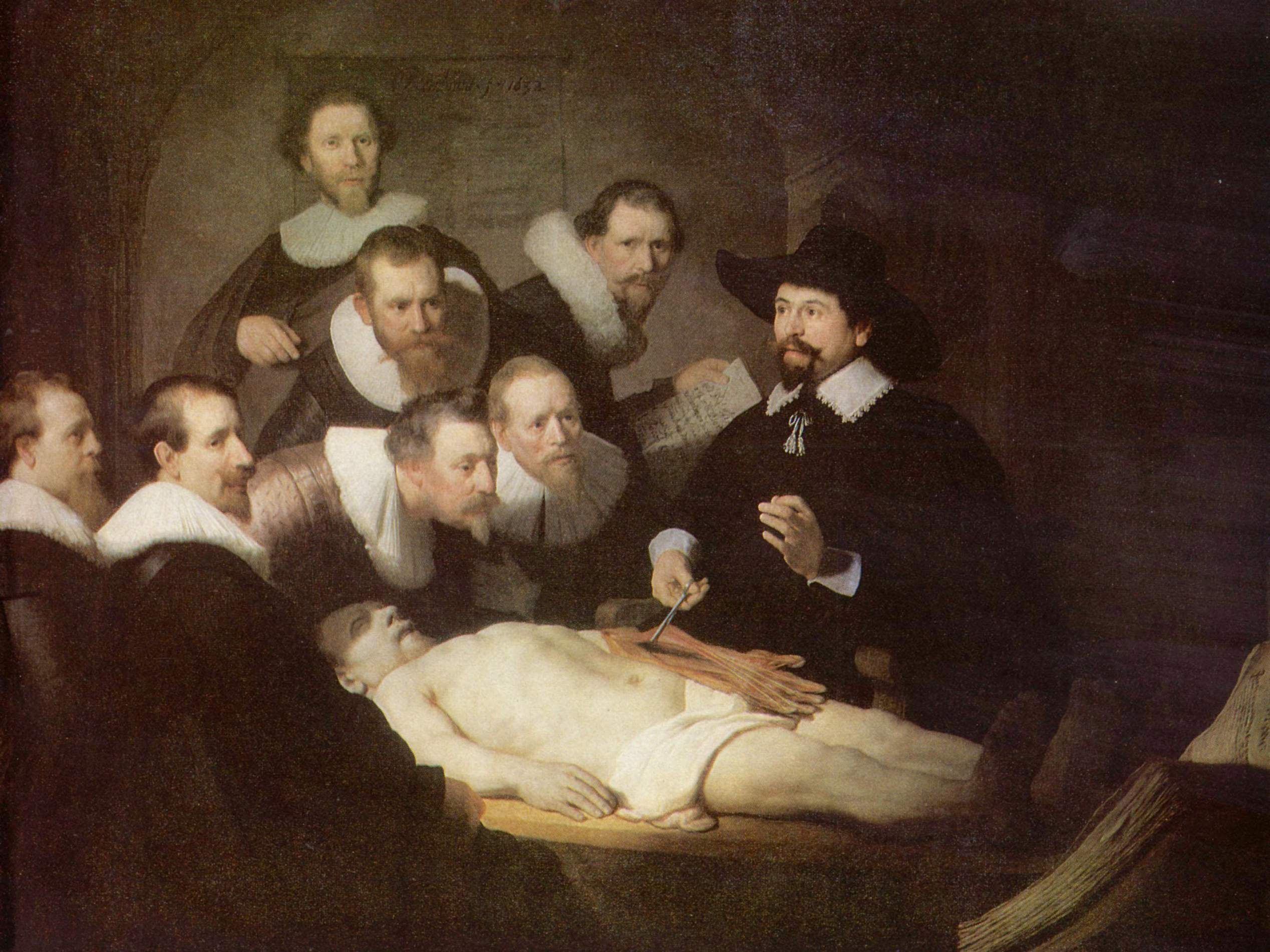
Урок анатомии доктора Тульпа, Рембрандт, 1632, Маурицхёйс, Гаага

В обязанности прелектора входило проведение ежегодных анатомических уроков, материалом для которых служили тела публично повешенных преступников. В то время в европейских городах аутопсия была законной, если проводилась над телами казнённых преступников-мужчин. Анатомические уроки проводились с согласия городского совета, и средства от сбора шли в городской фонд для совещаний и торжественных ужинов. Для членов городского советы и членов гильдии это было обязательное мероприятие, которое они должны были посещать и оплачивать входной билет. В Европе эти уроки также посещали видные врачи, для обмена мнениями по поводу анатомии и химических процессов в человеческом теле.
Как и подобает после выбора нового прелектора, гильдия заказала групповой портрет членов гильдии. Рембрандт, в ту пору молодой человек 26 лет от роду, получил заказ и создал ставший всемирно известным портрет: «Урок анатомии доктора Тульпа». Полотно изображает Тульпа, проводящего урок анатомии и находится в музее Маурицхёйс в Гааге. Существует много предположений о том, почему доктор Тульп начал аутопсию с предплечья.
По одному из предположений, толчком к этому послужил интерес медицины того времени к лимфатической системе или к белым венам. Существовало две работы по анатомии, посвящённых этой теме, Уильяма Гарвея и Марчелло Мальпиги. В 1628 году при аутопсии недавно повешенного преступника, проведённой под руководством французского сенатора Николаса Пейреска, были открыты лимфоточные капилляры, поскольку несчастный обильно поел перед казнью и его тело было исследовано всего через полтора часа после этого. Сосуды можно увидеть невооружённым глазом только если субъект исследования принял незадолго до этого пищу.
Событие, запечатлённое Рембрандтом на картине, датируется 16 января 1632 года. Амстердамской гильдии хирургов, в которой Тульп занимал место городского анатомиста, разрешали один урок анатомии в год, и тело предназначенное для аутопсии должно было быть телом казнённого преступника. Преступника с картины Рембрандта звали Арисом Киндтом. Позднее Рембрандт написал в 1656 году ещё одно полотно, изображающее наследника Тульпа на этом посту: «Лекция по анатомии доктора Деймана». Поскольку предшественник Тульпа, доктор Себастиан Эгбертс, в 1619 году был изображён на групповом портрете изучающим человеческий скелет, то картина Рембрандта явилась первым прецедентом подобного рода. Потребовалось ещё сто лет, прежде чем хирургам разрешили проводить аутопсию женского тела.
По роду своей деятельности доктор Тульп был ответственным за аптеки. Аптекари Амстердама имели доступ к огромному разнообразию трав и пряностей прибывавших на кораблях с Востока. Это являлось доходной статьёй многих аптек, которых насчитывалось 66 в 1633 году. Шокированный неимоверными ценами на шарлатанские средства против чумы (население Амстердама существенно сократилось после эпидемии чумы 1635 года), доктор Тульп решил изменить ситуацию. Он собрал своих друзей и они написали в 1636 году сообща первую Фармакопею Амстердама Pharmacopoea Amstelredamensis. С 1636 года все аптекари должны были сдавать экзамен по этой книге, чтобы получить разрешение на открытие новой аптеки. Эта книга стала стандартом и использовалась в качестве образца в других городах Голландии.

## «Книга монстров»
Его наиболее известная работа по медицине — Observationes Medicae, была издана в 1641 году и вышла повторно в 1652 году. Он посвятил первое издание книги своему сыну, который только что окончил учиться на врача в Лейдене, а второе издание также было посвящено ему, в связи с его преждевременной смертью. Книга была написана Тульпом на латыни. Книга содержит подробное описание работы Тульпа, в том числе 231 случай заболеваний и смерти. Книгу ещё называют «книгой монстров», поскольку Тульп с одной стороны описал аутопсию экзотических животных, привезённых в Голландию судами Ост-Индской компании, с другой — благодаря фантастическим историям, приведённым им в своей работе.
Например, Ян де Дот, кузнец из Амстердама, страдавший от сильных болей из-за камней в почках, наточил нож и удалил камни самостоятельно, поскольку не хотел стать жертвой вырезальщиков камней. Ими являлись брадобреи, которые практиковали подобные операции, часто, однако, заканчивавшиеся летальным исходом. Ко всеобщему удивлению, Ян де Дот выжил после операции, продемонстрировав всем почечный камень величиной с яйцо. Картина, иллюстрирующая этот рассказ, находится в Лейденском Музее Бурхаве.
Тульп подробно описал состояние, которое мы сегодня знаем, как мигрень, разрушительные последствия для лёгких, вызванные курением табака, и показывал понимание человеческой психологии при описании эффекта плацебо. Тульп также обнаружил клапан на стыке толстой и тонкой кишок, известный как клапан Тульпа. Его описание симптомов бери-бери у голландских моряков, осталось незамеченным, пока причина (недостаток витамина B1) не была исследована двести лет спустя.
Отчасти по причине успеха своих книг, он стал в 1654 году бургомистром Амстердама, пост который он занимал четыре срока подряд. Его сын Дирк женился на Анне Бюрг, дочери Альберта Бюрга, также бывшего бургомистром Амстердама, который, как и Тульп, изучал медицину в Лейдене в 1614 году. В 1655 году дочь Тульпа, Маргарита, вышла замуж за Яна Сикса, который заведовал в магистрате делами семьи и был коллекционером живописи и одно время другом Рембрандта.

## Смерть и наследие Тульпа
В 1673 он был принят в Административный комитет Республики в Гааге, где он и скончался позднее. Тульп похоронен в Новой церкви Амстердама. Йост ван ден Вондел, поэт того периода, написал несколько стихотворений о Тульпе, и помимо знаменитой картины Рембрандта существует ещё несколько картин, мраморных и бронзовых статуй, изображающих Тульпа.

## Отображение в кинематографе
В фильме Шарля Маттона «Рембрандт» (1999) роль Николаса Тульпа исполняет Жан Рошфор (Рембрандт — Клаус Мария Брандауэр).